# 梅拉 (卢戈省)
梅拉，是西班牙加利西亚自治区卢戈省的一个市镇。 总面积47平方公里，总人口1798人（2001年），人口密度38人/平方公里。